# Matthias Drakenstierna
Matthias Drakenstierna (före adlandet 1651 Franke), född 1598 i Stockholm, död 16 mars 1670, var en svensk arméofficer. Han var bror till professorn Johannes Franck.
Matthias Drakenstierna var son till handelsmannen Matthias Franck som 1599 dömdes till böter och landsförvisning för att ha spritt ett rykte om att hertig Karl var död. Han lyckades dock hålla sig kvar i Sverige och avled 1617. 1621 lät Matthias Drakenstierna verka sig som menig ryttare och deltog i belägringen av Riga 1621. 1621–626 var han fänrik vid Åke Oxenstiernas regemente, 1626 löjtnant vid Jacob Duwalls regemente och 1631 löjtnant vid Österbottens regemente. 1635 var han kapten vid värvade dragoner och Alexander Gordons dragonregemente och var då i Elbing användes då för att värva dragoner, något som han senare måste redogöra för inför krigsrätt. 
1637 var han major vid Gordons dragonregemente och 1640 vid Hälsinge regemente. Av domstolsprotokoll framgår att han hade ett häftigt humör, något som 1641–1644 drog in honom i en häftig konflikt med kommendanten i Wismar Erik Hansson Ulfsparre. Han satt enligt uppgift fängslad under ett halvår. I Stettin dömdes Franke 1644 till döden men benådades. Han sändes därefter till Hälsingland för att delta i gränsförsvaret och fick från 1645 som kommendant på Kårböle skans i uppgift att iståndsätta den. 1646 blev han kommendant på Frösö skans. 
23 april 1651 adlades Franke och tog sig då namnet Drakenstierna. Han sändes därefter av Krigskollegium att leda uppförandet av Andersö skans men råkade i konflikt med fänriken Anders Harder, som han fråntog ett hemman. Drakenstierna anklagades även för hårdhet mot bönderna. Krigskollegium tog böndernas och Harders parti och Drakenstierna förmanades. Han ansågs tydligen för osmidig på posten som kommendant, och 1654 avskedades han från posten. Drakenstierna hade 1647–1653 förlänats olika hemman i Jämtland och Gästrikland men gårdarna indrogs dock snart.
1656 blev han överstelöjtnant för allt hemmavarande krigsfolk i Hudiksvalls och Härnösands läns samt Västerbotten och senare samma år överstelöjtnant vid Västerbottens regemente, för vilket han kommenderades till Österbotten. I slutet av året tjänstgjorde han i Torneå och deltog i juni 1657 i kustförsvaret i Södermanland. Under hans bortavaro hade hans gård Galhammar i Bergs socken, Jämtland blivit bränd och hans boskap som förts till Frösö skans där förlorats. Vid sin återkomst 1659 återuppbyggde han dock Galhammar.
Utöver sin militära gärning var Drakenstierna liksom brodern Johannes Franckenius verksam som alkemist, och fick som sådan stor betydelse för sin yngre vän och lärjunge Anders Pedersson Kempe, som under sex år förestod Drakenstiernas laboratorium. Enligt vissa forskare har Drakenstierna antagits vara författare till den i Stockholm 1669 anonymt utgivna Via philosophica ad veram, veræ medicinæ universalis materiam. Der philosophische Weg zu der wahren Materia warhafftiger universal Medicin.